# Classe Alyay
Le unità appartenenti alla classe Alyay (progetto 160 secondo la classificazione russa) sono petroliere militari di piccole dimensioni, derivate da un progetto commerciale.
La classificazione russa è VT (Voyenyy Tanker: petroliera militare).

## Utilizzo
Queste piccole petroliere vengono utilizzate non solo per l'appoggio alla flotta militare, ma anche per il supporto alla flotta da pesca e come cargo commerciali.
Tutte le unità della classe sono state costruite presso i cantieri di Rauma-Repola, in Finlandia.
Le unità operative sono sei.
- Egorlyk: in servizio nella Flotta del Pacifico.
- Izhora: in servizio nella Flotta del Pacifico.
- Kola: entrata in servizio nel 1967 ed operativa nella Flotta del Nord.
- Ilim: entrata in servizio nel 1971 ed operativa nella Flotta del Pacifico.
- Yel'nya: entrata in servizio nel 1971 ed operativa nella Flotta del Baltico.
- Prut: entrata in servizio nel 1972 ed operativa nella Flotta del Nord.